# Världscupen i backhoppning 1985/1986
Världscupen i backhoppning 1985/1986 hoppades 7 december 1985-23 mars 1986 och vanns av Matti Nykänen, Finland före Ernst Vettori, Österrike och Andreas Felder, Österrike.

## Deltävlingar
| Datum            | Plats                  | Etta                        | Tvåa              | Trea               |
| ---------------- | ---------------------- | --------------------------- | ----------------- | ------------------ |
| 7 december 1985  | Thunder Bay            | Primož Ulaga                | Vegard Opaas      | Matti Nykänen      |
| 8 december 1985  | Thunder Bay            | Primož Ulaga                | Franz Neuländtner | Ernst Vettori      |
| 14 december 1985 | Lake Placid            | Vegard Opaas                | Primož Ulaga      | Pavel Ploc         |
| 15 december 1985 | Lake Placid            | Franz Neuländtner           | Ernst Vettori     | Steve Collins      |
| 22 december 1985 | Chamonix               | Pekka Suorsa                | Jens Weissflog    | Frédéric Berger    |
| 30 december 1985 | Oberstdorf             | Pekka Suorsa                | Franz Neuländtner | Piotr Fijas        |
| 1 januari 1986   | Garmisch-Partenkirchen | Pavel Ploc                  | Ernst Vettori     | Primož Ulaga       |
| 4 januari 1986   | Innsbruck              | Jari Puikkonen              | Hroar Stjernen    | Anssi Nieminen     |
| 6 januari 1986   | Bischofshofen          | Ernst Vettori               | Franz Neuländtner | Rolf Åge Berg      |
| 11 januari 1986  | Harrachov              | Matti Nykänen               | Ernst Vettori     | Jiří Parma         |
| 12 januari 1986  | Liberec                | Piotr Fijas                 | Ernst Vettori     | Ladislav Dluhoš    |
| 17 januari 1986  | Klingenthal            | Matti Nykänen               | Primož Ulaga      | Valerji Karetnikov |
| 19 januari 1986  | Oberwiesenthal         | Ulf Findeisen Ernst Vettori |                   | Ingo Lesser        |
| 25 januari 1986  | Sapporo                | Matti Nykänen               | Ladislav Dluhoš   | Pavel Ploc         |
| 26 januari 1986  | Sapporo                | Matti Nykänen               | Ernst Vettori     | Jiří Parma         |
| 15 februari 1986 | Vikersund              | Andreas Felder              | Matti Nykänen     | Piotr Fijas        |
| 16 februari 1986 | Vikersund              | Andreas Felder              | Ernst Vettori     | Matti Nykänen      |
| 19 februari 1986 | Saint-Moritz           | Rolf Åge Berg               | Andreas Felder    | Miran Tepeš        |
| 21 februari 1986 | Gstaad                 | Ernst Vettori               | Rolf Åge Berg     | Matti Nykänen      |
| 23 februari 1986 | Engelberg              | Andreas Felder              | Matti Nykänen     | Vegard Opaas       |
| 1 mars 1986      | Lahtis                 | Matti Nykänen               | Jari Puikkonen    | Ernst Vettori      |
| 2 mars 1986      | Lahtis                 | Matti Nykänen               | Pekka Suorsa      | Jiří Parma         |
| 16 mars 1986     | Oslo                   | Ernst Vettori               | Matti Nykänen     | Andreas Felder     |
| 22 mars 1986     | Planica                | Matti Nykänen               | Andreas Felder    | Franz Neuländtner  |
| 23 mars 1986     | Planica                | Ernst Vettori               | Andreas Felder    | Matti Nykänen      |

## Slutställning (30 bästa)
| Placering | Namn              | Nationalitet    | Poäng |
| --------- | ----------------- | --------------- | ----- |
| 1         | Matti Nykänen     | Finland         | 250   |
| 2         | Ernst Vettori     | Österrike       | 232   |
| 3         | Andreas Felder    | Österrike       | 170   |
| 4         | Franz Neuländtner | Österrike       | 157   |
| 5         | Pekka Suorsa      | Finland         | 148   |
| 6         | Primož Ulaga      | Jugoslavien     | 145   |
| 7         | Vegard Opaas      | Norge           | 131   |
| 8         | Rolf Åge Berg     | Norge           | 129   |
| 9         | Jiří Parma        | Tjeckoslovakien | 114   |
| 10        | Ladislav Dluhoš   | Tjeckoslovakien | 101   |

| Placering | Namn                 | Nationalitet    | Poäng |
| --------- | -------------------- | --------------- | ----- |
| 11        | Miran Tepeš          | Jugoslavien     | 99    |
| 12        | Horst Bulau          | Kanada          | 97    |
| 13        | Pavel Ploc           | Tjeckoslovakien | 88    |
| 14        | Jari Puikkonen       | Finland         | 86    |
| 15        | Piotr Fijas          | Tjeckoslovakien | 84    |
| 16        | Jens Weissflog       | Östtyskland     | 77    |
| 17        | Ulf Findeisen        | Östtyskland     | 73    |
| 18        | Hroar Stjernen       | Norge           | 68    |
| 19        | Ole Gunnar Fidjestøl | Norge           | 53    |
| 20        | Steve Collins        | Kanada          | 34    |

| Placering | Namn                 | Nationalitet    | Poäng |
| --------- | -------------------- | --------------- | ----- |
| 20        | Jukka Kalso          | Finland         | 34    |
| 22        | Peter Rohwein        | Västtyskland    | 30    |
| 23        | Masahiro Akimoto     | Japan           | 28    |
| 24        | Martin Švagerko      | Tjeckoslovakien | 27    |
| 25        | Antonio Lacedelli    | Italien         | 26    |
| 26        | Anssi Nieminen       | Finland         | 25    |
| 26        | Rick Mewborn         | USA             | 25    |
| 26        | Trond Jøran Pedersen | Norge           | 25    |
| 29        | Mike Holland         | USA             | 23    |
| 29        | Didier Mollard       | Frankrike       | 23    |
| 29        | Bohumil Vacek        | Tjeckoslovakien | 23    |

## Nationscupen - slutställning
| Pos. | Nation          | Poäng |
| ---- | --------------- | ----- |
| 1.   | Österrike       | 730   |
| 2.   | Finland         | 720   |
| 3.   | Norge           | 533   |
| 4.   | Tjeckoslovakien | 401   |
| 5.   | Jugoslavien     | 317   |
| 6.   | Östtyskland     | 220   |
| 7.   | Kanada          | 146   |
| 8.   | Polen           | 127   |
| 9.   | Västtyskland    | 72    |
| 10.  | USA             | 66    |
| 11.  | Japan           | 39    |
| 12.  | Frankrike       | 38    |
| 13.  | Italien         | 30    |
| 14.  | Sovjetunionen   | 20    |
| 15.  | Sverige         | 6     |